# Туркестан (град)
Туркестан (каз. Түркістан, рус. Туркестан) је град Казахстану у Јужноказахстанској области. Према процени из 2010. у граду је живело 146.449 становника.

## Становништво
Према процени, у граду је 2010. живело 146.449 становника.
| 1979.   | 1989.   | 1999.   |
| ------- | ------- | ------- |
| 66.741. | 77.692. | 87.600. |